# ライノタイプ (企業)
ライノタイプ (Linotype GmbH) は、ドイツのフォントベンダー。モノタイプ・イメージングの傘下にある。

## 沿革
- 1886年 ドイツ人オットマール・マーゲンターラーが世界初のライノタイプを製品化する
- 1890年 ニューヨークのブルックリンにマーゲンターラー・ライノタイプ社(Mergenthaler Linotype Company)、イギリスのマンチェスターにマーゲンターラー・ライノタイプ・アンド・マシナリー(Mergenthaler Linotype & Machinery Ltd.)を設立
- 1896年 ドイツ・ベルリンにマーゲンターラー・キャスティング・マシーン(Mergenthaler Casting Machines)を設立
- 1900年 ステンペル社 (D. Stempel) とライノタイプ用の字母開発で提携。最初に制作されたのはFraktur3書体である。これ以降ステンペル社は多くの活字鋳造所を併合し、マーゲンターラー・ライノタイプ社と密接な関係となる。
- 1924年 ジラルド社とペニョー社の合併により、ドゥベルニ＆ペニョー鋳造所が設立される。
- 1973年 ライノタイプ有限責任会社 (Linotype GmbH) とマーゲンターラー・キャスティング・マシーンが合併しマーゲンターラー・ライノタイプ有限責任会社 (Mergenthaler-Linotype GmbH) となる。
- 1985年 ステンペル社を清算するため、ステンペル社の活字部門を継承し、Optima、Syntaxなどの書体がタイプ・コレクションに加わる。アドビ・ITC・Appleとタイポグラフィ技術に関する提携をする。
- 1987年 PostScriptフォントの製品化を始める。ライノタイプ株式会社(Linotype AG)として再組織される。
- 1989年 ハース鋳造所の事業を引き継ぎ、Helveticaなどの書体がタイプ・コレクションに加わる。
- 1990年 ヘル有限責任会社 (Hell GmbH) と合併し、ライノタイプ・ヘル株式会社 (Linotype-Hell AG)となる。
- 1997年 ハイデルベルガー・ドルックマシーネンとライノタイプ・ヘルが合併。書体部門が子会社のライノタイプ・ライブラリ有限責任会社 (Linotype Library GmbH)となる[1]。
- 2005年 ライノタイプ・ライブラリが社名をライノタイプ有限責任会社 (Linotype GmbH)に変更。
- 2006年8月 モノタイプ・イメージング社がライノタイプ有限責任会社を買収。

## 主な書体
- Univers - 改訂版 : Linotype Univers (Linotype.com), Univers Next (Linotype.com)
- Helvetica - 改訂版 : Neue Helvetica (Linotype.com)
- Frutiger - 改訂版 : Neue Frutiger (Linotype.com)
- Optima - 改訂版 : Optima nova (Linotype.com)
- Futura
- Palatino - 改訂版：Palatino nova (Linotype.com)
- Avenir - 改訂版：Avenir Next (linotype.com)
- DIN 1451 - 改訂版：DIN Next (Linotype.com)